# 신가은
신가은(1996년 4월 3일 ~ )은 대한민국의 배우이다.

## 학력
- 상명대학교 연극영화과

## 드라마
- 2021년 웹드라마 《백프로시대: 접촉을 회피한 일류들》- 임유리 역

## 영화
- 2018년 : 구원

## 공연
- 2020년 : 베어 더 뮤지컬